# Giovanna Crivelari
Giovanna Crivelari Anselmo (Londrina, 23 de fevereiro de 1993), mais conhecida como Giovanna Crivelari ou simplesmente Crivelari, é uma futebolista brasileira que atua como atacante. Atualmente, joga no São Paulo.

## Carreira

### Corinthians
Pelo Corinthians fez sua estreia, em 16 de março de 2019, pelo Campeonato Brasileiro de 2019, contra a Ponte Preta. Vitória por 4–1 e dois gols marcados.

### Levante
Em 23 de agosto de 2021, foi anunciada como reforço do Levante, da Espanha, por duas temporadas.
| “                                                         | Estou muito feliz por poder jogar pelo Levante UD. Sempre tive vontade de jogar na Espanha, na Europa. Escolhi um dos melhores clubes, quero fazer história aqui. É um time muito forte, elas gostam de jogar rápido. Eu sou uma artilheira, sou inteligente, dou muitas assistências e espero poder ajudar o time. Jogar na Liga dos Campeões feminina sempre foi um desejo e estou aqui para ajudar o time. | ” |
| — Crivelari, em declarações nas mídias sociais do Levante | |   |

Durante a sua passagem no clube, disputou a Liga dos Campeões da UEFA de 2021–22, nas primeira e segunda pré-eliminatórias, quando o clube foi derrotado pelo Lyon, no placar agregado de 4–2 — duas derrotas por 2–1. A atleta marcou o gol do Lavante, na primeira partida.
| “                                                                       | Entrar, ouvir aquela música e olhar para torcida, ver que eu estava jogando uma Champions League foi incrível. É uma sensação única. | ” |
| — Crivelari, em entrevista, sobre disputar a Liga dos Campeões da UEFA, | |   |

### Flamengo
2022
Foi anunciada como a grande contratação do Flamengo, em 20 de julho de 2022.
| “                          | Estou muito feliz primeiramente de estar aqui, muito empolgada. Cheguei faz pouco tempo, fui uma das últimas a chegar, se juntar com o elenco. É difícil porque tem jogadoras que eu nunca joguei junto e nessa altura do campeonato não temos tempo. Mas tivemos uma semana cheia agora para treinar juntas. Agora é mata mata. Não tem muito o que fazer. Treinar, tentar se adaptar uma a outra e jogar e ir para a briga. | ” |
| — Crivelari, em entrevista | |   |

### São Paulo
Em 2 de janeiro de 2025, o São Paulo anunciou a contratação da atacante.
| “                                                                         | É um sentimento de responsabilidade, sempre admirei a grandeza e a história do clube, e agora poder fazer parte novamente disso é uma honra. Estou muito motivada para dar o meu melhor. | ” |
| — Crivelari, sobre a contratação pelo São Paulo, onde já esteve, em 2015, | |   |

### Seleção Brasileira
Seleção Sub-20
Na Copa do Mundo Sub-20 Japão 2012 disputou uma partida. A Seleção Brasileira Sub-20 foi eliminada na fase de grupos (grupo B).
Seleção principal
Foi convocada para duas partida amistosa, em 2021, na fase preparatória para Jogos Olímpicos Tóquio 2020, que aconteceu em 2021, em função da pandemia de COVID-19. A primeira contra a Seleção Russa, em 11 de junho, com vitória brasileira por 3–0. A segunda, contra a Seleção Canadense, em 14 de junho, empate em 0–0.

## Estatísticas

### Clubes
Abaixo estão listados todos os jogos e gols da futebolista por clubes.
| Clube               | Temporada         | Campeonato nacional | Campeonato nacional | Copa nacional[a] | Copa nacional[a] | Competições continentais[b] | Competições continentais[b] | Outros torneios[c] | Outros torneios[c] | Total | Total |
| Clube               | Temporada         | Jogos               | Gols                | Jogos            | Gols             | Jogos                       | Gols                        | Jogos              | Gols               | Jogos | Gols  |
| ------------------- | ----------------- | ------------------- | ------------------- | ---------------- | ---------------- | --------------------------- | --------------------------- | ------------------ | ------------------ | ----- | ----- |
| Vitória das Tabocas | 2016              | 3                   | 1                   | —                | —                | —                           | —                           | —                  | —                  | 3     | 1     |
| Vitória das Tabocas | Total             | 3                   | 1                   | —                | —                | —                           | —                           | —                  | —                  | 3     | 1     |
| Kindermann          | 2017              | 15                  | 6                   | —                | —                | —                           | —                           | 0                  | 0                  | 15    | 6     |
| Kindermann          | 2018              | 16                  | 8                   | —                | —                | —                           | —                           | 0                  | 0                  | 16    | 8     |
| Kindermann          | Total             | 31                  | 14                  | —                | —                | —                           | —                           | 0                  | 0                  | 31    | 14    |
| Corinthians         | 2019              | 20                  | 8                   | —                | —                | 11                          | 7                           | 0                  | 0                  | 31    | 15    |
| Corinthians         | 2020              | 20                  | 7                   | —                | —                | —                           | —                           | 0                  | 0                  | 20    | 7     |
| Corinthians         | 2021              | 8                   | 4                   | —                | —                | —                           | —                           | 0                  | 0                  | 8     | 4     |
| Corinthians         | Total             | 48                  | 19                  | —                | —                | 11                          | 7                           | 0                  | 0                  | 59    | 26    |
| Levante             | 2021              | 14                  | 2                   | —                | —                | 2                           | 1                           | —                  | —                  | 16    | 3     |
| Levante             | 2022              | 14                  | 1                   | 2                | 0                | —                           | —                           | —                  | —                  | 16    | 1     |
| Levante             | Total             | 28                  | 3                   | 2                | 0                | 2                           | 1                           | —                  | —                  | 32    | 4     |
| Flamengo            | 2022              | 4                   | 1                   | —                | —                | —                           | —                           | 0                  | 0                  | 4     | 1     |
| Flamengo            | 2023              | 15                  | 8                   | 3                | 2                | —                           | —                           | 1                  | 1                  | 19    | 11    |
| Flamengo            | 2024              | 8                   | 2                   | 0                | 0                | —                           | —                           | 0                  | 0                  | 8     | 2     |
| Flamengo            | Total             | 27                  | 11                  | 3                | 2                | —                           | —                           | 1                  | 1                  | 31    | 14    |
| São Paulo           | 2025              | 0                   | 0                   | 0                | 0                | 0                           | 0                           | 0                  | 0                  | 0     | 0     |
| São Paulo           | Total             | 0                   | 0                   | 0                | 0                | 0                           | 0                           | 0                  | 0                  | 0     | 0     |
| Total na carreira   | Total na carreira | 137                 | 48                  | 5                | 2                | 13                          | 8                           | 1                  | 1                  | 156   | 59    |

- a. ^ Jogos da Supercopa Feminina da Espanha, Copa de la Reina, Supercopa do Brasil
- b. ^ Jogos da Liga dos Campeões da UEFA e Copa Libertadores
- c. ^ Jogos do Campeonato Catarinense, Campeonato Paulista, Campeonato Carioca e Copa Rio

## Títulos
Fonte: 
Santos
- Campeonato Paulista: 2011

Kindermann
- Campeonato Catarinense: 2018

Corinthians
- Copa Libertadores: 2019
- Campeonato Brasileiro: 2020 e 2021
- Campeonato Paulista: 2019 e 2020

Flamengo
- Brasil Ladies Cup: 2022
- Copa Rio: 2023
- Campeonato Carioca: 2023 e 2024

### Campanhas de destaque
Corinthians
- Campeonato Brasileiro: 2019 (vice-campeã)

Flamengo
- Campeonato Carioca: 2022 (vice-campeã)
- Supercopa do Brasil: 2023 (vice-campeã)
- Copa Rio: 2024 (vice-campeã)